# Панькино
Па́нькино (рос. Панькино, марій. Панькан) — присілок у складі Гірськомарійського району Марій Ел, Росія. Входить до складу Ємешевського сільського поселення.

## Населення
Населення — 161 особа (2010; 166 у 2002).
Національний склад (станом на 2002 рік):
- марі — 97 %